# Anthon Charmig
Anthon Charmig (* 25. März 1998 in Aarhus) ist ein dänischer Radrennfahrer.

## Sportlicher Werdegang
In der Saison 2014 gewann Charmig drei Etappen und die Gesamtwertung des U17-Rennens beim Course de la Paix Juniors, im Alter von 16 Jahren wurde er bereits Zweiter der nationalen Junioren-Meisterschaften im Einzelzeitfahren. Ein Jahr später gewann er den Titel und entschied die Gesamtwertung der Trophée Centre Morbihan für sich. Aufgrund seiner Ergebnisse wurde er als hoffnungsvolles Talent im dänischen Radsport angesehen.
Anfang 2017 verlor Charmig jedoch die Freude am Radfahren und zog sich aus dem Radsport zurück, um sich nach dem Schulabschluss seinem Studium zu widmen. Im Frühjahr 2019 bestritt er einige nationale Rennen für das Team Aura Energi aus seiner Heimatstadt Aarhus. Dabei war er so stark, dass er sich für ein Comeback entschied und zur Saison 2020 Mitglied im UCI Continental Team ColoQuick wurde. Aufgrund der COVID-19-Pandemie konnte er keine Rennen für sein Team bestreiten, jedoch gewann er bei den UEC-Straßen-Europameisterschaften 2020 die Silbermedaille im Straßenrennen der U23.
Daraufhin erhielt Charmig zur Saison 2021 einen 3-Jahres-Vertrag beim Uno-X Pro Cycling Team, wobei er das erste Halbjahr 2021 zunächst für das Uno-X DARE Development Team fuhr. Für sein neues Team gewann er 2021 die Bergwertung der Tour of Norway, zudem machte er durch Platz 6 in der Gesamtwertung der Türkei-Rundfahrt und Platz 7 bei der Dänemark-Rundfahrt auf sich aufmerksam. Seinen ersten Sieg als Profi erzielte er 2022 auf der dritten Etappe der Tour of Oman.
Zur Saison 2024 wechselte Charmig in das Astana Qazaqstan Team, wo er in seiner ersten Saison die besten Ergebnisse bei Rennen der UCI Asia Tour erzielte, unter anderem als Fünfter der Tour de Langkawi und Vierter der Tour de Kyushu.

## Erfolge
2015
- Dänischer Meister – Einzelzeitfahren (Junioren)
- Nachwuchswertung Tour du Pays de Vaud
- Gesamtwertung und Nachwuchswertung Trophée Centre Morbihan

2020
- Europameisterschaften – Straßenrennen (U23)

2021
- Bergwertung Tour of Norway

2022
- eine Etappe und Nachwuchswertung Tour of Oman

## Grand Tour-Platzierungen
| Grand Tour            | 2023 | 2024 |
| --------------------- | ---- | ---- |
| Giro d’ItaliaGiro     | −    | –    |
| Tour de FranceTour    | 99   | –    |
| Vuelta a EspañaVuelta | –    | –    |